# Schefflera latianulata
Schefflera latianulata är en araliaväxtart som beskrevs av David Gamman Frodin. Schefflera latianulata ingår i släktet Schefflera och familjen araliaväxter. Inga underarter finns listade.